# 學甲慈濟宮緣業碑誌
學甲慈濟宮緣業碑誌是存於臺灣臺南市學甲區慈濟宮內的一個石碑，內容為記載開墾與租納事項，而最後演變成香燈油的緣業，因慈濟宮被列為地區第三級古蹟，故而此碑石遂成了廟藏年代最早的碑碣史料。

## 基本資料
本碑所用材質為花崗岩並採陰刻方式雕成，外觀尺寸為228公分（高）X 80公分（寬）目前存放於臺灣臺南市學甲區慈濟宮內三川門左壁（學甲區濟生路170號），惟目前碑文字跡已嚴重磨損，且大多模糊有些甚至已無法辨識。

## 內容
此碑記載內容原為防止宵小貪徒等侵犯他人開墾之農地，因之，制定居民開墾範圍之規定，並詳細規範個人或群體開墾之定界以及各自開墾的時間，並同時律定應徵收之賦稅。中段部分亦詳書其中買賣土地與課徵稅賦情形。最後則規定日後若有事因而須更改契約，則需稟告官府，並由官府處理、裁決。

## 圖集

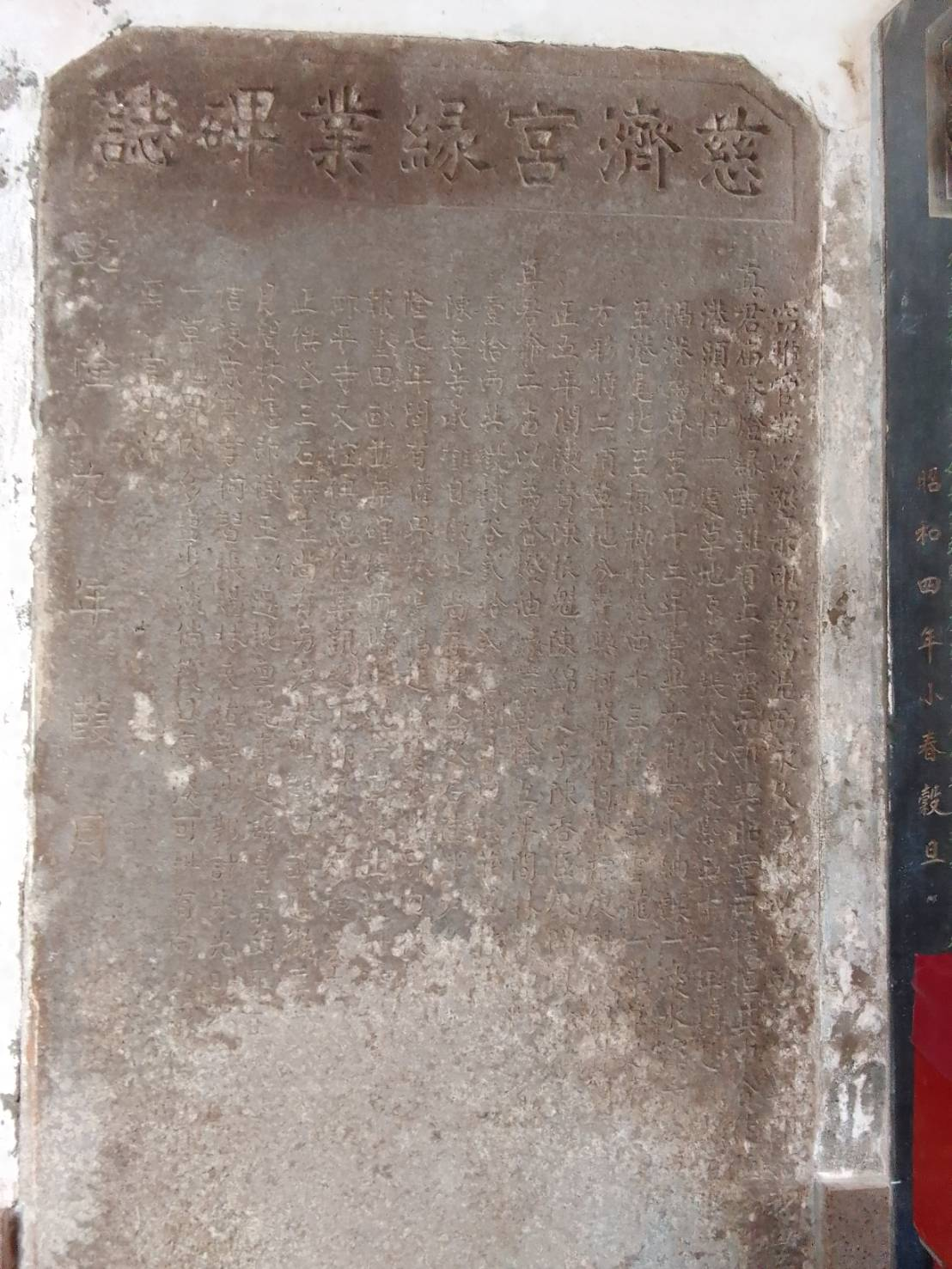
學甲慈濟宮緣業碑記-全文
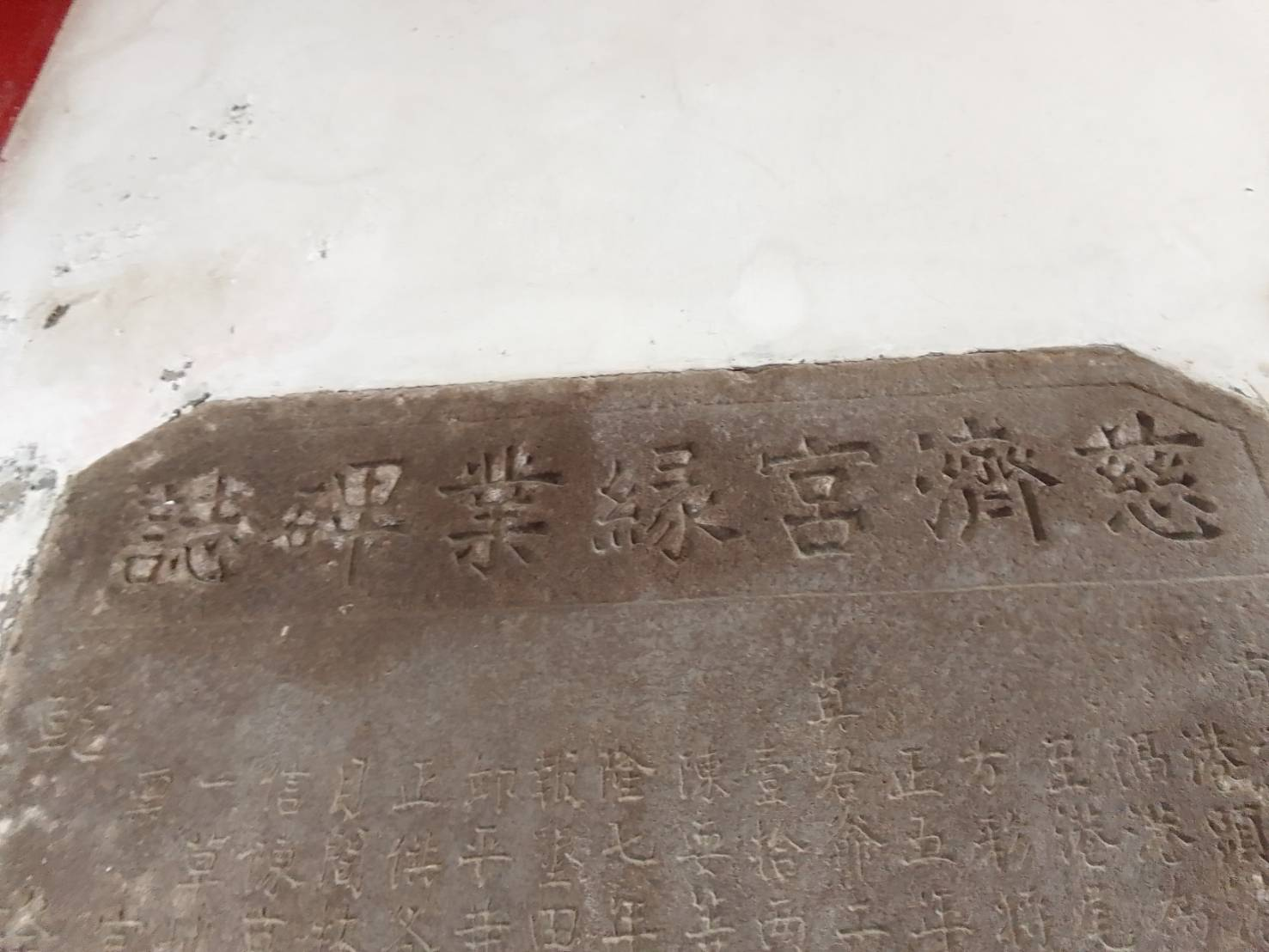
學甲慈濟宮緣業碑記-埤頭告示
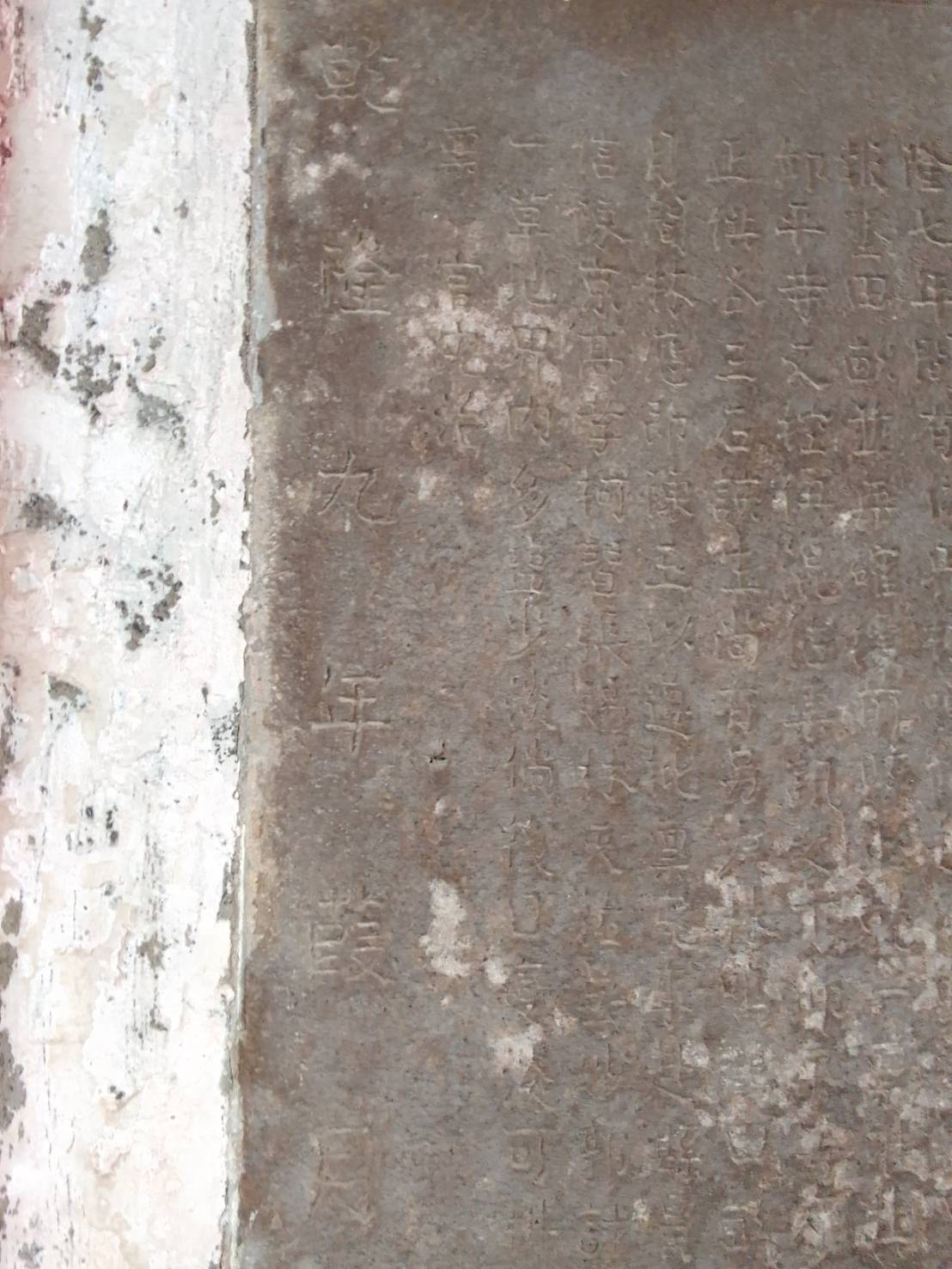
學甲慈濟宮緣業碑記-立碑時間

## 資料來源
1. ↑  何, 培夫. . 臺南: 臺南縣文化局. 2001: 84–96. ISBN 957-02-8141-3.
2. 1 2  撰文：何培夫; 攝影：晏錦文. . 臺灣記憶 Taiwan Memory. 台北市: 國立中央圖書館臺灣分館. 1999年 （中文）.
3. ↑  . ctext.org.   [2024-01-12] （中文（臺灣））.
4. ↑  何, 培夫. . 臺南: 臺南縣政府文化局. 2001: 140–142. ISBN 957-028141-3.
5. ↑  涂, 順從. . 臺南: 臺南縣政府文化局. 1994: 36. ISBN 957-00-3357-6.
6. ↑  黃, 文博. . 臺南: 臺南縣政府文化局. 1996: 44. ISBN 957-00-5513-8.
7. ↑  . tm.ncl.edu.tw.   [2024-07-10]. （原始内容存档于2024-07-18）.

## 外部連結
- 慈濟宮官網 （页面存档备份，存于）
- 台江國家公園歷史水道及其相關設施探查計畫（页面存档备份，存于）